# Gorenje Vrhpolje
Gorenje Vrhpolje je naselje v Občini Šentjernej.